# Bakonybánk, Komárom-Esztergom
Bakonybánk  este un sat în districtul Kisbér, județul Komárom-Esztergom, Ungaria, având o populație de 462 de locuitori (2011). 

## Demografie
Componența etnică a satului Bakonybánk
     Maghiari (96,82%)
     Romi (2,02%)
     Necunoscut (1,16%)
     Alții (1,16%)
Componența confesională a satului Bakonybánk
     Romano-catolici (37,88%)
     Fără religie (12,77%)
     Luterani (8,87%)
     Reformați (5,63%)
     Necunoscută (34,2%)
     Atei (0,65%)
Conform recensământului din 2011, satul Bakonybánk avea 462 de locuitori. Din punct de vedere etnic, majoritatea locuitorilor (96,82%) erau maghiari, cu o minoritate de romi (2,02%). Apartenența etnică nu este cunoscută în cazul a 1,16% din locuitori. Nu există o religie majoritară, locuitorii fiind romano-catolici (37,88%), persoane fără religie (12,77%), luterani (8,87%) și reformați (5,63%). Pentru 34,2% din locuitori nu este cunoscută apartenența confesională.